# Injustice: Dioses entre nosotros
Injustice: Gods Among Us (en español: Injustice: Dioses entre nosotros) es un videojuego de lucha desarrollado por NetherRealm Studios y publicado por Warner Bros. Interactive. El juego está protagonizado por los héroes y villanos del Universo DC; su historia está ubicada en un universo alternativo, donde Superman se vuelve un dictador y forma un nuevo orden mundial llamado el Régimen. Injustice fue anunciado oficialmente el 31 de mayo de 2012 y lanzado el 16 de abril de 2013 para PlayStation 3, Wii U y Xbox 360. El principal desarrollador del juego Ed Boon dijo que la idea principal era crear una nueva serie de peleas fuera de Mortal Kombat, así como crear un nuevo modo de juego.
Antes del lanzamiento del juego, Warner Bros. Interactive y DC Comics, lanzaron una campaña de mercadotecnia de 10 semanas de nombre Injustice: Battle Arena; una miniserie web, organizada por Taryn Southern que contaba con combates entre diversos personajes del juego y el ganador era decidido mediante votos de los usuarios; se podían recibir premios semanales, un ejemplo es una skin de Green Arrow, basado en la serie de televisión Arrow.
Para que se comprendiera mejor la historia del juego se comenzó a publicar una serie de historietas, que servirían a los usuarios como precuela. El primer tomo fue publicado en formato físico y digital el 15 de enero de 2013. Los escritores confirmaron que en octubre de 2013 se iban a publicar todos los tomos como novela gráfica.
DC Collectibles también puso en marcha una línea de figuras coleccionables y juguetes de Injustice. Una demo fue lanzada como descarga para PlayStation 3 y Xbox 360 el 2 de abril de 2013 en América del Norte y 3 de abril de 2013 en Europa. La demo solo cuenta con tres personajes, Batman, Wonder Woman, Lex Luthor y Doomsday como jefe en el modo Un Jugador.
Fue lanzada una versión especial a finales de 2013, que contenía todo el contenido descargable desde un principio, titulada Injustice Gods Among Us : Ultimate Edition.
El 1 de diciembre de 2016 se confirmó la llegada a Xbox One a través de la retrocompatibilidad con Xbox 360.

## Sinopsis

### Argumento
"Puedo decir sin ninguna duda que hay un número infinito de universos.
 
Algunos son como el nuestro... excepto por uno o dos eventos importantes, exactamente iguales".
Lex Luthor

En un universo alternativo, el Joker destruye Metrópolis con una bomba atómica asesinando a miles de personas tras engañar a Superman, guiándolo a un submarino donde tenía a su esposa, Lois Lane secuestrada. Al entrar al lugar, es atacado con el gas del miedo creado por El Espantapájaros mezclado con microparticulas de Kryptonita; el gas le hace creer a Superman que estaba ante Doomsday, y tras llevarlo al espacio exterior, se da cuenta de que no era Doomsday, sino su esposa. Tras matar a su esposa y a su hijo no nato (ya que Lois Lane estaba embarazada), el Hombre de Acero, habiendo sido engañado por el Joker y consumido por un profundo dolor, lo asesina.
En el universo original, varios héroes intentan detener a Lex Luthor y una serie de villanos. Cuando son derrotados, Lex le revela a Batman que le dio al Joker una bomba atómica y junto a sus compañeros van a detenerlo. Sin embargo, Linterna Verde, Green Arrow, Wonder Woman, Aquaman y accidentalmente Batman y el mismo Joker son enviados a la dimensión alterna, donde descubren que la atrocidad de Superman llevó a una serie de acontecimientos que le convirtieron en un malvado dictador y líder de una organización llamada El Régimen, donde los héroes y algunos villanos como Sinestro se unieron a él, excepto Batman y el Green Arrow de esa realidad, quien este último es asesinado por Superman por haberlo desafiado (en los cómics se explica también que el Capitán Átomo, Canario Negro, entre otros, trataron de combatir al Régimen del Superman alterno pero fueron asesinados o se rindieron). El Batman de la dimensión alterna se topa con Aquaman, Green Arrow, Wonder Woman y Linterna Verde, revelándoles que él, al ser el único héroe existente, los trajo a su dimensión para que lo ayudaran, aunque el Batman de la dimensión original es secuestrado por el Régimen tras una pelea con el Joker. Este último se topa con una Harley Quinn quien al principio  lo confunde como un impostor, pero al lograr derrotarla en una pelea entre los dos, finalmente llega a reconocerlo y decide ayudarlo, pero tras un ataque a su guarida, Harley revela que se unió a Batman junto a Lex y Deathstroke para detener a Superman.
El Batman alterno le dice que el Joker no es fiable, por lo que lo envía a una prisión. Mientras tanto, el Superman original, Flash y Cyborg de esa realidad tratan de dar con los héroes desaparecidos. Tras encontrarlos, intentan llegar adonde están con una máquina de transportación, aunque Cyborg es el único que es enviado a la otra dimensión. Mientras tanto, el Batman alterno busca un láser de kryptonita que se encuentra en la Batcueva y junto a sus compañeros va a buscarla.
Posteriormente, los héroes van a la Isla Stryker a salvar al Batman original. Tras lograr su cometido, Lex se dispone a asesinar a Superman aunque el Shazam alternativo lo evita y provoca que el Hombre de Acero lo asesine delante de Shazam, que no sale de su asombro al ver lo que este Superman alterno había hecho. Sin embargo, el hecho es comentado por todo el mundo (lo cual Superman escucha con su super oído), lo que lo enfurece al límite.
En los cuarteles generales del Régimen, los meta Humanos que sirven al Régimen de Superman entran en conmoción al ver que Superman sugiere que después de eliminar a los héroes alternos, insinúa que viajará a su realidad para destruirla del mismo modo que pretenderá destruir a Metrópolis y Ciudad Gótica como ejemplo para aquellos que se le opongan. Shazam no puede creer lo que está escuchando de boca del Hombre de Acero y tacha su plan de locura, diciendo incluso que si Lois estuviera viva y viera esto se decepcionaría, lo que provoca que Superman tome por el cuello a Shazam, le congela la boca (para impedir que deshaga su transformación) estalla de ira y usando su visión de calor, le traspasa la cabeza, matándolo. Tras dicho acontecimiento, el Flash alterno deserta del Régimen, pelea contra sus compañeros y logra derrotarlos, para finalmente advertir a la insurgencia uniéndose a esta. Cuando se dan cuenta de que falló el plan, el Batman original le dice al alterno que podrían traer a su Superman, y aunque el Batman alterno se niega a seguir con su plan, termina entrando en razón tras una pelea con su copia.
Finalmente, el Superman original junto a varios héroes libera a la humanidad del Régimen, aunque es atacado por Doomsday, que está siendo controlado por su yo alterno. Decide que no sería adecuado pelear contra él en Metrópolis, por lo que lo lleva hasta la Fortaleza de la Soledad. El Superman original es capaz de derrotarlo y lo manda a la zona fantasma, hasta que el alterno llega al lugar, comienzan a discutir acaloradamente y finalmente le desafía a una pelea final. Tras ser derrotado el Régimen, es encarcelado y todos vuelven a su universo original. Batman le revela a Superman que su copia fue encerrada en una prisión que emitía pequeñas radiaciones de Soles Rojos. Superman entonces admite que si él hubiera corrido el mismo destino que su copia, éste probablemente habría reaccionado igual, pues nunca sabemos de qué somos capaces, tras lo cual, Batman le dice que si alguna vez ocurre, irá a por él. La historia termina con su copia en dicha prisión en la que se puede apreciar cómo sigue siendo capaz de usar de manera limitada, la visión de calor.

## Modo de juego

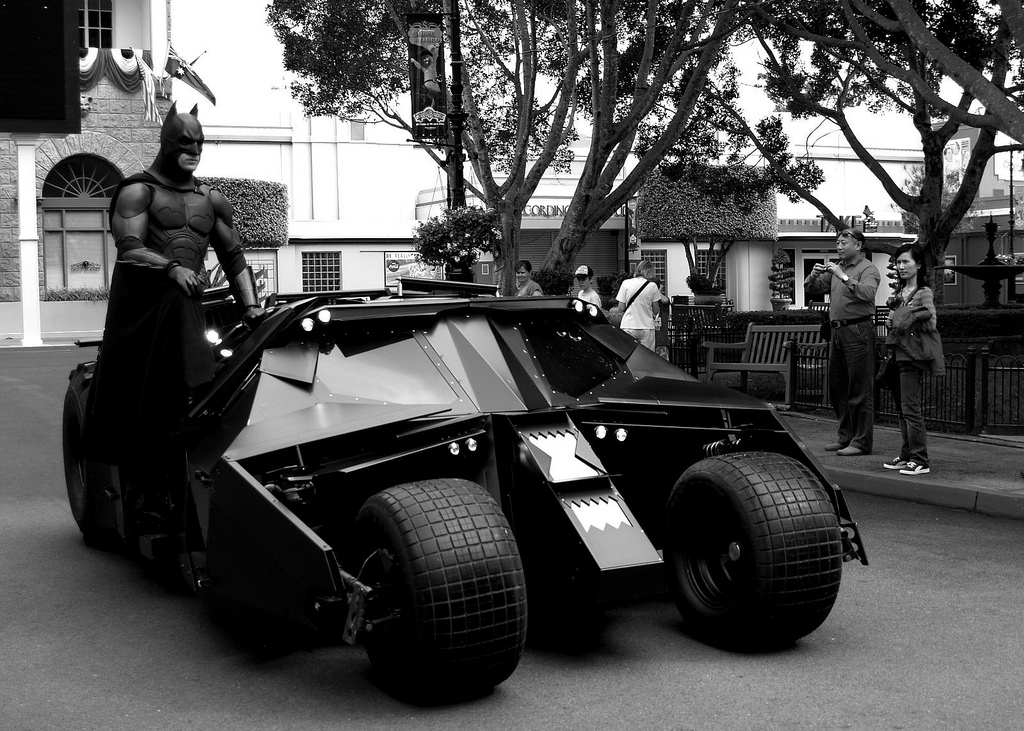
En todos los escenarios hay objetos interactivos (tales como el Batmóvil) que podrán ser usados como armas.

Su jugabilidad es una combinación entre Mortal Kombat y Street Fighter, todos los escenarios son presentados en un plano bidimensional, aunque los personajes y los fondos son prestados en la moda de tres dimensiones. Para ganar, el jugador deberá reducir a 0, dos barras de salud que tiene su oponente. Se utiliza un diseño de control de cuatro botones, con ataques bajos, medios y fuertes, junto a un movimiento especial que varia para luchador, este activa una habilidad única o ataque diseñado exclusivo para el luchador. Los luchadores están divididos entre personajes Gadgets, que generalmente son más rápidos y tienen más fluidez en sus movimientos y los Power, que son más fuertes que los Gadgets aunque más lentos.
Los escenarios se basan en lugares del universo DC tales como la Batcueva, la Fortaleza de la Soledad y la Atalaya, cada uno posee distintos objetos interactivos. Si se realiza exitosamente el daño máximo en un lugar específico del escenario, el oponente saldrá por los aires a otra parte del nivel. Los objetos interactivos tendrán una función dependiendo del tipo de personaje, es decir si se está hablando del Batmóvil y de un gadget como Batman, este utilizara el vehículo para disparar proyectiles, pero si es un power como Superman tomará el coche y aplastará a su rival con el mismo, si hablamos de una motoneta, un "gadget" como Harley Quinn ella la encenderá y atropellará a su rival con ella, pero si es un "power" como Solomon Grundy, este la usara para golpear a su rival con ella, o si hablamos de un auto volador, un "gadget" como Catwoman, le pondrá una bomba para que los escombros caigan sobre el oponente y si se trata de un "power" como Doomsday, este tomará el auto y aplastará al rival con este.
Durante el combate, los jugadores pueden ir llenando una barra de energía encontrada en la parte inferior, consta de cuatro barras y el jugador podrá usarlas para poder mejorar sus ataques o contrarrestar los de su rival. O cuando las cuatro barras estén completas, el jugador tendrá la posibilidad de usar otro ataque especial, que es mucho más poderoso que todos los demás. Otra característica única de Injustice es el «choque»,donde ambos oponentes usan algún elemento propio como Harley Quinn con su mazo, el Joker con una barreta, Supermán con un puñetazo o Green Lantern con un mazo creado por su anillo, para atestar un buen golpe, donde si es realizado exitosamente, se podrá recuperar hasta un 30% de salud, pero si es mal ejecutado perderá una buena parte de ella.
El modo historia consta de varios episodios, cada uno es protagonizado por algún personaje del plantel. Una novedad es que durante algunas batallas habrá algunos minijuegos, por ejemplo Superman debe salvar a sus compañeros destruyendo unos autos que le arroja Black Adam y quien haya fallado más veces en el juego perderá parte de su salud, dándole ventaja a su rival. Las características adicionales incluyen el Modo Batalla, basado en los modos Arcade de otros juegos de lucha. También es de los pocos juegos de su género en los que existe el combate simplificado, es decir el jugador puede elegir a su oponente. En los modos de multijugador incluyen combates simples y el modo en línea, aquí regresa el Rey de la Colina que estuvo presente en Mortal Kombat 9, también existe una variación llamada Superviviente donde cualquier jugador podrá desafiarlo. A través de que se vaya completando el juego el jugador recibirá puntos de experiencia que sirven para desbloquear música, trajes alternativos y fondos.

## Personajes
El juego cuenta con 24 personajes jugables de serie y 6 descargables (DLC) haciendo un total de 30 personajes. Al igual que en Mortal Kombat vs. DC Universe fueron elegidos por su popularidad y/o actitud, aunque también tenían que ver si encajaba en la historia o no. Los personajes fueron diseñados de manera que sean fieles al Universo DC y al mismo tiempo que tuvieran capacidades únicas. Ed Boon declaró que DC le dio al estudio la oportunidad de personalizarlos. Además hay varios cameos en el juego, tales como el Detective Marciano o Trigon. También se indujo un personaje fuera de los cómics de DC que es Scorpion de la franquicia Mortal Kombat.
| Personajes Jugables | Personajes Jugables | Personajes Jugables                                                     |
| Héroes | Villanos | Descargables (DLC)                                                      |
| --- | --- | ----------------------------------------------------------------------- |
| - Batman - Superman - Wonder Woman - Green Lantern - Nightwing - Green Arrow - Aquaman - Shazam - Flash - Cyborg - Raven - Hawkgirl | - The Joker - Lex Luthor - Ares - Sinestro - Harley Quinn - Catwoman - Killer Frost - Black Adam - Solomon Grundy - Deathstroke - Doomsday - Bane | - Batgirl - Lobo - Scorpion - General Zod - Martian Manhunter - Zatanna |

## Desarrollo
Injustice: Gods Among Us fue anunciado el 31 de mayo de 2012. De acuerdo con Ed Boon, el objetivo principal era crear un videojuego de peleas fuera de la serie de Mortal Kombat. El productor de NetherRealm Studios Héctor Sánchez dijo que se sentía limitado por los parámetros establecidos por la serie de Mortal Kombat y la creación de un nuevo videojuego de peleas les iba permitir tomar «riesgos» que no iban a poder tomar si se hubiera hecho un Mortal Kombat 10, un ejemplo es que se eliminó el botón de bloqueo en Injustice y para evadir ataques se deberán hacer complicadas combinaciones. Al igual que en Mortal Kombat vs. DC Universe se les permitió usar personajes y escenarios del Universo DC con ciertas restricciones, tales como evitar la violencia excesiva. Cuando se le preguntó a Ed Boon si la cantidad de violencia usada en su anterior proyecto iba a influenciar Injustice, él respondió diciendo que quería tener separados los dos juegos.
El modo en línea fue diseñado sobre la base de varias características de Mortal Kombat 9. Debido a las quejas sobre el retraso que había en el diseño del online, Boon informó que el equipo de desarrollo estaba: «tratando de mirar al pasado para encontrar errores y hacer de Injustice un gran juego».  Adam Urbano declaró que NetherRealm Studios pasó dos años tratando de desarrollar este modo. También se quería que cuando un jugador tuviera un personaje descargable, su rival también pudiera usarlo, con la finalidad de «promocionarlo».  Ed Boon también dijo que estaba interesado en poner trajes alternativos en el juego, ya sean desbloqueables o descargables.
Al igual que anteriores entregas se utiliza una versión modificada del Unreal Engine 3. En la primera noticia del juego también se confirmó que se habían logrado nuevas características, que no estuvieron presentes en MK9. Sánchez afirmó que el equipo de KoreTech «impulsó los límites de nuestro motor de gráficos hacia adelante con las principales innovaciones de la industria». Urbano añadió que el juego ofrece una iluminación mejorada, lo que permite que los personajes y escenarios se vean más dinámicos. Un nuevo sistema de llamado «material de personaje» también fue utilizado para darles más realismo. El motor también permitió que se pudieran ingresar más objetos en los escenarios que en MK9.

## Ediciones
Además de la edición estándar, habrá una edición de coleccionistas de Injustice: Gods Among Us que incluye una caja steelbook (Europa), una estatuilla de colección, y un código para descargar la película Justice League: Doom (Estados Unidos y el resto de América) está edición estará disponible para PlayStation 3 y Xbox 360, también se ha anunciado que habrá trajes exclusivos DLC para Superman, Batman, The Flash y Wonder Woman, que serán los que usaron en The New 52. La edición americana de coleccionistas será diferente a la europea. El paquete americano incluye una estatua de Wonder Woman o Batman de 30cm, o Superman salvando a Krypton de una especie de misil. El paquete europeo ofrece una estatua pequeña de las dos héroes peleando.
También se anunció que si se reservaba el juego en EB Games o en GameStop se le ofrecerá a los jugadores acceso al paquete Red Son que consta de trajes exclusivos para Superman, Wonder Woman, y Solomon Grundy, y 20 misiones adicionales establecidas en el argumento Red Son, además, se pueden coordinar la versión de consola con la versión para teléfono móvil o tableta para obtener nuevos skins o poder comprar nuevas tarjetas, respectivamente. Para promocionar el juego se publicaron videos llamados Injustice: Battle Arena, los cuales mostraban peleas entre los personajes del juego y al mismo tiempo mostrarle a los admiradores la jugabilidad.

### Versión iOS
Previo al lanzamiento del juego, una versión iOS fue lanzada, no debe ser confundida con sus versiones caseras ya que es completamente diferente. Dicha versión ha recibido buenas críticas y ha tenido miles de descargas desde su lanzamiento. También el jugador podrá obtener códigos de trajes alternativos para los juegos de PS3 y Xbox 360. Además su historia es diferente a la del juego, ya que está ubicada tiempo atrás de que los héroes hayan aparecido en la dimensión alterna.

## Lanzamiento

### Contenido descargable
El juego cuenta con seis personajes descargables, originalmente solo iban a ser Lobo, Batgirl, General Zod, y Scorpion que es el único personaje del juego que no pertenece al universo DC, sino al de los videojuegos de Mortal Kombat, más tarde se anunció que otros dos iban a ser publicados, como el Martian Manhunter y Zatanna, también están disponibles trajes alternativos, ya sean creados por los diseñadores del juego (como los llamado Ame-Comics), basados en cómics (como los trajes de The Killing Joke para el Joker) o en películas (como El hombre de acero)

## Recepción

### Crítica

#### Anglosajona y otros países
Injustice: Gods Among Us recibió principalmente críticas positivas. En GameRankings le dieron a la versión de PlayStation 3 81,04% y 82,05% a la de Xbox 360. En Metacritic la obtuvo 78/100 la versión de PS3 y 81/100 la versión de Xbox.
Vince Ingenito de IGN calificó el juego como «muy bueno para los grandes peleadores y una vieja carta para los aficionados de DC». Elogió el modo historia, la mecánica del juego y los personajes utilizados, pero criticó los gráficos de las cutscenes, afirmando que «las escenas intentan representar ejércitos enfrentándose o paisajes urbanos amplios, texturas suaves y edificios suaves, pero no logra impactar demasiado». Ingenito concluyó que Injustice «sin duda ha ganado su lugar en el estante de los juegos de peleas, ya seas admirador de las historietas o no».  Andrew Reiner de GameInformer consideró al juego como muy «afinado» que «da un espectáculo con peleas entre superhéroes». También aplaudió a NetherRealm Studios por «haber ofrecido una vez más una gran experiencia luchistica», y «señaló que la combinación entre personajes de DC y el modo de pelea de Mortal Kombat» es muy bueno. Concluyendo en que es un «éxito tanto para los amantes de los juegos de pelea tanto para los admiradores de DC Comics».
Matt Edwards de Eurogamer alabó la rica cantidad de contenido para un solo jugador, destacando los desafíos de S.T.A.R Labs, pero expresó su preocupación por la estabilidad en línea del juego, escribiendo que las mejoras logradas durante Mortal Kombat 9 para reducir los problemas de latencia «parecen ser marginales en lugar de cambiarlas para el juego». Maxwell McGee de GameStop consideró que mientras Injustice proporciona «a un luchador complejo con algunas características únicas», el juego «por desgracia se queda corto en comparación a sus contemporáneos, y en su conjunto el paquete se encuentra con hambre». McGee también analizó la historia y señaló que le desagrado la premisa y que no hubiera novedades para este modo. Sin embargo, a pesar de sus deficiencias, McGee dijo que aun así era muy «agradable».
Mikel Reparaz de la Revista Oficial de Xbox considera que Injustice es la máxima expresión entre DC y NetherRealm. También elogió que en ciertas ocasiones es «rápido y destructivo», llamando al juego «uno de los juegos de peleas bidimensionales, más agradables del año».  Ray Carsillo de EGM galardonado al juego con una puntuación casi perfecta, alabando la historia, la mecánica de juego, y objetos interactivos, pero crítico que frecuentemente se tarda mucho tiempo en cargar. Brett Molina de USA Today le dio al juego 3.5 estrellas de cuatro, afirmando que «NetherRealm ha creado un impresionante paquete de juegos de vídeo con Injustice, la combinación de superhéroes y villanos hará que los admiradores de los cómic pueden apreciar este estilo de lucha, e incluso cualquier jugador se puede adaptar al juego».
Steve Cullum de NintendoFuse indica que la versión de Wii U es «sólida». Ente los puntos positivos se encuentran la selección de personajes, la historia, los modos de juego y que se tarda [a diferencia de las otras versiones] poco en cargar; y entre los negativos incluyen falta de modos online y el volumen bajo del GamePad. Además, ellos calificaron el juego con un 8.5/10, concluyendo en que: «Los desarrolladores de NetherRealm [...] hicieron un gran trabajo en traer una nueva jugabilidad, controles, y una buena historia. Aunque le faltaron algunos escenarios, en general es bueno, si alguien es admirador de DC Comics le encantará este juego».

#### Hispana
El sitio web español 3DJuegos le dio a Injustice: Gods Among Us, una calificación de 8,2 sobre 10 (Muy Bueno), diciendo que «Warner y el afamado equipo liderado por Ed Boon -NetherRealm Studios- dan el banderazo de salida a, posiblemente, uno de los arcades de lucha más deseados por los seguidores del género de todos los que nos ha dejado la actual generación de máquinas. Y el resultado es bastante satisfactorio, siendo un título que es capaz de ofrecer unos combates muy vistosos y entretenidos». El sitio web Meristation le dio un 8,3, posteriormente dijo que: «gracias al apoyo de Warner Bros, y habida cuenta de la trayectoria mencionada, nace Injustice: Gods Among Us. Partiendo de la sólida base del último Mortal Kombat, y sin duda tomando numerosos elementos del mismo, nos llega un juego de lucha que consigue una identidad propia, en gran parte otorgada por contar como protagonistas con personajes como Batman o Superman».
La reseña de GamerZona llegaba a la conclusión de que «Injustice: Gods Among Us se posiciona entre los mejores juegos de la escena y se sitúa como una alternativa perfecta para el público mayoritario. Su respeto hacia el jugador clásico y la ambición de sorprender a todo tipo de gamers conducen a esta propuesta hacia lo más alto de la escena».

## Secuela
El 7 de junio del 2016 se filtró una imagen del supuesto póster de Injustice 2. Al día siguiente, el 8 de junio, fue anunciado oficialmente mediante un tráiler publicado por Warner Bros, en el que se hizo saber que el videojuego iba a ser lanzado en el año 2017. Gracias al tráiler, se confirmó la introducción de nuevos personajes en el juego, tales como Supergirl, "la Chica de Acero"; y además la introducción del Gear System, el
cuál revolucionó los videojuegos de género de lucha, este sistema de armaduras permite cambiar la apariencia del personaje deseado, con un
incremento de la fuerza, daño, resistencia, velocidad y nivel de vida de aquel personaje. El Gear System permite el desbloqueo de diferentes armaduras
para la mejora de su personaje respectivo. El día 11 de junio, se anunció oficialmente el tráiler del gameplay del videojuego, confirmando la
introducción de aún más personajes, entre ellos, Atrocitus, el Líder de las Linternas Rojas y enemigo de Linterna Verde, y Gorila Grodd, uno de los peores enemigos del héroe Flash. Se tiene confirmado el regreso de personajes introducidos en la precuela, tales como Superman, Batman, Aquaman, Flash, Wonder Woman y Harley Quinn; y también la introducción de nuevos personajes, entre ellos, Dr. Fate, Captain Cold, y como antagonista principal, Brainiac.
En Comic-Con de 2016 aparte de volver la amazona "Wonder Woman", se estrenó el personaje de Blue Beetle y en la Gamescom de ese mismo año se estrenó, aprovechando el estreno de Escuadrón suicida, el villano Deadshot.

## Película
El 19 de mayo de 2021, se anunció que se estaba trabajando en una película animada de Injustice como parte de la línea de películas originales animadas del Universo animado de DC. La película está protagonizada por un elenco de voces diferente separado de los juegos en sí, y la historia de la película se basa en el cómic Año Uno. La película se estrenó en formato digital el 12 de octubre de 2021 y en DVD y Blu-ray el 19 de octubre de 2021.